# Кубок світу з біатлону 2015—2016 — етап 9
Дев'ятий етап Кубка світу з біатлону 2015—16 відбувся в Ханти-Мансійську, Росія, з 17 по 20 березня 2016 року. До програми етапу було включено 6 перегонів: спринт та гонка переслідування та мас-старти у чоловіків та жінок. 
20 березня в Ханти-Мансійську піднявся ураганний вітер. Була повалена освітлювальна щогла поблизу біатлонного стадіону. З міркувань безпеки журі скасувало проведення чоловічого та жіночого мас-стартів.

## Гонки
Розклад гонок наведено нижче:
| Дата       | Час       | Гонка                                                        |
| ---------- | --------- | ------------------------------------------------------------ |
| 17 березня | 14:15 CET | Жінки, спринт на 7,5 км                                      |
| 18 березня | 14:14 CET | Чоловіки, спринт на 10 км                                    |
| 19 березня | 12:45 CET | Жінки, переслідування 10 км                                  |
| 19 березня | 14:30 CET | Чоловіки, переслідування 12,5 км                             |
| 20 березня | 10:20 CET | Жінки, мас-старт на 12,5 км (скасовано через сильний вітер)  |
| 20 березня | 13:00 CET | Чоловіки, мас-старт на 15 км (скасовано через сильний вітер) |

### Чоловіки
| Гонка:                                                                          | Золото:                | Час               | Срібло:               | Час            | Бронза:                | Час             |
| Спринт 10 км Протокол [Архівовано 25 березня 2016 у Wayback Machine.]           | Юліан Ебергард Австрія | 24:18.6 (0+0)     | Сімон Шемпп Німеччина | +1.1 (0+0)     | Арнд Пайффер Німеччина | +23.0 (0+0)     |
| Переслідування 12,5 км Протокол [Архівовано 25 березня 2016 у Wayback Machine.] | Сімон Шемпп Німеччина  | 33:27.8 (1+1+0+1) | Йоганнес Бо Норвегія  | +8.5 (0+0+0+1) | Ерік Лессер Німеччина  | +15.7 (0+0+1+1) |

### Жінки
| Гонка:                                                                        | Золото:                    | Час               | Срібло:                  | Час            | Бронза:              | Час            |
| Спринт 7,5 км Протокол [Архівовано 19 березня 2016 у Wayback Machine.]        | Кайса Мякяряйнен Фінляндія | 20:42.3 (0+1)     | Габріела Соукалова Чехія | +3.1 (0+0)     | Марте Олсбю Норвегія | +4.8 (0+0)     |
| Переслідування 10 км Протокол [Архівовано 25 березня 2016 у Wayback Machine.] | Кайса Мякяряйнен Фінляндія | 30:06.7 (1+0+1+0) | Марі Дорен-Абер Франція  | +1.5 (0+0+0+1) | Доротея Вірер Італія | +5.7 (0+0+1+0) |

## Досягнення
Перша перемога на етапах Кубка світу
Найкращий виступ за кар'єру
|  |  |

Перша гонка в Кубку світу
|  |  |